# Friends Turbo
"Friends Turbo" è una canzone del gruppo tedesco di musica elettronica Scooter, e il tema principale della versione tedesca del film olandese New Kids Turbo, così come il primo singolo del loro quindicesimo album in studio The Big Mash Up. È stato pubblicato il 15 aprile 2011 come CD e download digitale. È una versione aggiornata della loro traccia "Friends" del 1995.

## Stile musicale e differenze dall'originale
La traccia segna un ritorno allo stile happy hardcore degli Scooter con influenze sia di gabber che di hardcore techno. A differenza del loro lavoro recente degli album Under the Radar Over the Top e Jumping All Over the World, che è stato fortemente influenzato rispettivamente da hardstyle e jumpstyle, "Friends Turbo" ha un BPM molto più alto, facilmente inseribile nel genere happy hardcore. La traccia è riconoscibilmente diversa dall'originale del 1995, poiché sono stati aggiunti più testi dal cantante della band H.P. Baxxter, sono stati introdotti vari altri strumenti nel mix e la batteria/basso è stata completamente rielaborata. La band torna anche alla loro caratteristica voce acuta, questa volta leggermente autotunata per adattarsi al suono del 2011.

## Video musicale
Le prime notizie del video musicale sono state rilasciate l'8 aprile 2011 su un sito di notizie olandese, che ha riportato che gli Scooter stavano girando il video musicale per il loro nuovo singolo nel piccolo villaggio di Maaskantje. Le riprese del video sono durate due giorni e hanno coinvolto l'intera band e un personaggio della serie New Kids, Gerrie van Boven, interpretato da Tim Haars. Ci sono state notizie di un incidente d'auto sul set, che ha causato preoccupazione poiché non era chiaro se fosse parte del video o un vero incidente.
Il video musicale di Friends Turbo è stato rilasciato il 17 aprile 2011. È stato registrato nella città olandese di Maaskantje, nota per essere la casa dei New Kids. Poiché la traccia è la sigla della versione tedesca del film "New Kids Turbo!", il video musicale è un montaggio di filmati del film e dei membri della band H.P. Baxxter, Rick J. Jordan e Michael Simon a Maaskantje. Gerrie, uno dei New Kids, investe H.P. con la sua auto e scatta diverse foto di se stesso con lui. Successivamente, i membri della band girano per la campagna olandese con Gerrie, causando caos e suonando il brano, ignorando l'incidente accaduto prima con l'auto. Alla fine del video, i membri della band lasciano la città e Gerrie li saluta, gridando frasi chiave dei loro singoli più vecchi come "it's nice to be important, but it's more important to be nice!" da "Move Your Ass!" e "maximum respect to the whole European posse!" da "Hyper Hyper".

## In altri media
Il DJ hardcore/happy hardcore olandese Paul Elstak ha realizzato la sigla per la versione olandese del film. La sua traccia era semplicemente conosciuta come "Turbo!", e aveva anch'essa un video musicale con i New Kids. Gli Scooter hanno campionato "Rainbow in the Sky" di DJ Paul Elstak nel loro album del 2009 Under the Radar Over the Top.

## Tracce

### CD (2 tracce)
1. Friends Turbo (Movie Version) – 3:20
2. Friends Turbo – 3:19

### Download
1. Friends Turbo (Movie Version) – 3:20
2. Friends Turbo – 3:19
3. Friends Turbo (Drum & Bass Mix) – 4:02